# Decusación

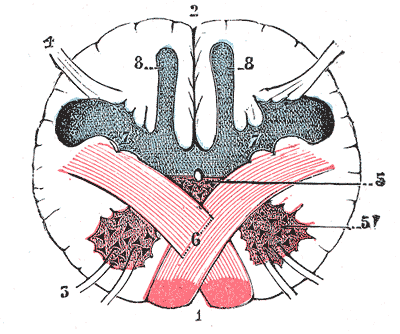
Sección del bulbo raquídeo al nivel de la decusación de las pirámides.

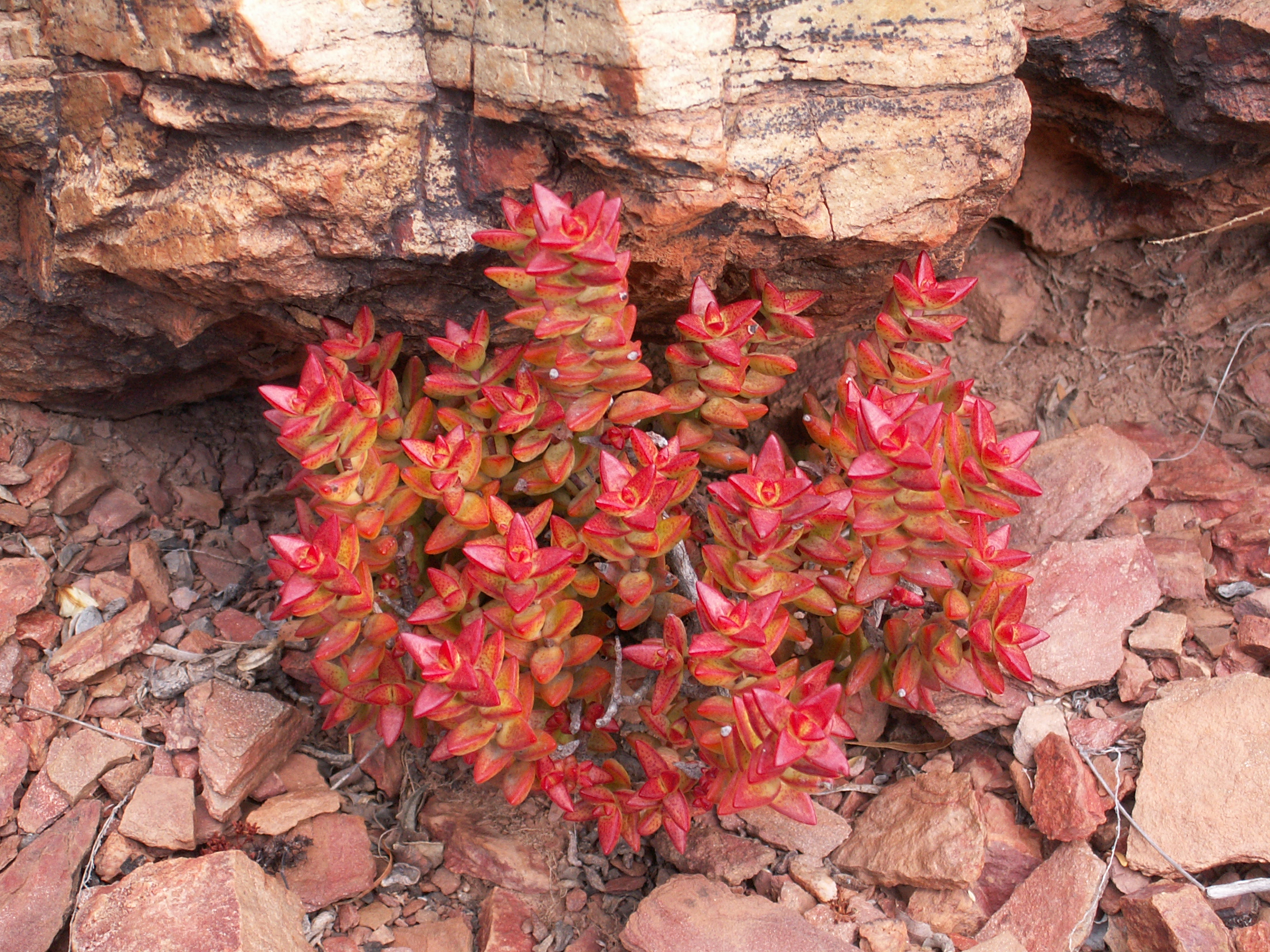
Filotaxis decusada de Crassula rupestris

En biología, el término decusación se utiliza para describir un cruce. En términos anatómicos, se usa la forma latina decussatio, por ejemplo en decussatio pyramidum. En anatomía, el término quiasma significa casi lo mismo que decusación.
Algunos ejemplos incluyen:
- En el cerebro, donde las fibras nerviosas cruzan oblicuamente de una parte lateral a la otra, es decir, cruzan a un nivel distinto de su origen. Véase, por ejemplo, la decusación de las pirámides.
- En filotaxis, cuando un patrón opuesto de hojas tiene pares sucesivos que son perpendiculares, se dice que está decusado. En efecto, los pares sucesivos de hojas se cruzan entre sí.
- En el esmalte dental, cuando se entrecruzan ramilletes de filamentos al ir desde la intersección esmalto-dentaria hacia la superficie exterior del esmalte, o cercana a ella.